# Puerto Rico a 2011-es úszó-világbajnokságon
Puerto Rico a 2011-es úszó-világbajnokságon három úszóval vett részt.

## Úszás
Férfi
| Versenyző      | Esemény                      | Selejtező | Selejtező | Elődöntő          | Elődöntő          | Döntő             | Döntő             |
| Versenyző      | Esemény                      | Idő       | Helyezés  | Idő               | Helyezés          | Idő               | Helyezés          |
| -------------- | ---------------------------- | --------- | --------- | ----------------- | ----------------- | ----------------- | ----------------- |
| Raul Martinez  | Férfi 200 méteres gyorsúszás | 1:52.93   | 44        | Nem jutott tovább | Nem jutott tovább | Nem jutott tovább | Nem jutott tovább |
| Raul Martinez  | Férfi 400 méteres gyorsúszás | 3:58.35   | 32        |                   |                   | Nem jutott tovább | Nem jutott tovább |
| Christian Bayo | Férfi 800 méteres gyorsúszás | 8:17.02   | 37        |                   |                   | Nem jutott tovább | Nem jutott tovább |

Női
| Versenyző         | Esemény                   | Selejtező | Selejtező | Elődöntő          | Elődöntő          | Döntő             | Döntő             |
| Versenyző         | Esemény                   | Idő       | Helyezés  | Idő               | Helyezés          | Idő               | Helyezés          |
| ----------------- | ------------------------- | --------- | --------- | ----------------- | ----------------- | ----------------- | ----------------- |
| Patricia Casellas | Női 50 méteres mellúszás  | 33.62     | 25        | Nem jutott tovább | Nem jutott tovább | Nem jutott tovább | Nem jutott tovább |
| Patricia Casellas | Női 100 méteres mellúszás | 1:13.16   | 35        | Nem jutott tovább | Nem jutott tovább | Nem jutott tovább | Nem jutott tovább |